# The Fighting Generation
The Fighting Generation è un cortometraggio di propaganda del 1944 diretto da Alfred Hitchcock, che però non è accreditato nei titoli, prodotto per il Dipartimento del Tesoro degli Stati Uniti e destinato ad aumentare le vendite dei titoli di guerra. È interpretato da Jennifer Jones che compare come aiuto infermiera.
Il film è stato girato in un solo giorno, il 9 ottobre 1944. Rhonda Fleming e gli attori Steve Dunhill e Tony Devlin dovevano recitare nel cortometraggio, ma alla fine solo Jennifer Jones appare sullo schermo.
Il film è conservato negli Academy Film Archive.